# 合成器
合成器（英语：Synthesizer或Synth）是一種電子樂器，它利用电的产生震荡，通過電信號儀表放大器，最终由揚聲器或耳機表现出来。合成器通常含有振荡器、滤波器、效果器等单元，通过改变它们的参数可以自由改造声音。
合成器既可以模仿自然存在的聲音（樂器，如鋼琴、電子琴、長笛、人聲、自然的聲音如海浪等），也可以生成新的電子音色。它們通常以音樂鍵盤（Musical keyboard）控制。符合一定设计范式、不含电源且需要组合使用的合成器单元通常被稱為模块合成器（Modular Synthesizer）。
合成器有三種基本架构：
1. 在模拟电路中产生電壓的震荡（如類比合成器）
2. 在电脑中作數學運算（如软件合成器）
3. 綜合以上二種，最後會產生電壓訊號會使揚聲器或耳機之薄膜振動。

合成器所發之聲音和錄音設備拾取的自然聲音不同，錄音是將聲波的機械能轉換為訊號，並且可以通过回放把訊息轉回機械能（雖然取樣技術會導致失真）。
许多合成器因为使用鍵盤作为操控介面，常常被當作一種鍵盤樂器。但是其實合成器之操控介面並不一定是鍵盤，还包括如指板控制器、风控制器、带控制器等，甚至不必為人所控制。(詳見音源器）
合成器首先在20世紀60年代应用於流行音樂上。在20世紀70年代，尤其是在70年代末，迪斯科音乐大量使用合成器。在20世紀80年代，价格相对较为便宜的雅马哈DX7使數位合成器更容易获得。20世紀80年代的流行音樂和舞曲常常大量使用合成器。在2010年代，合成器在流行樂、搖滾樂和舞曲等許多流派中採用，甚至合成器流行就是大量使用合成器的流行樂。21世紀的當代古典音樂作曲家也有使用合成器创作的。現今的樂團鍵盤手也多使用合成器來演奏。
1897年，赛迪斯卡希尔发明了能够加法合成的特雷门琴（Telharmonium），但並未取得商業上的成功。他随后开发出其他類似仪器，例如电子音轮管风琴。

## 图集

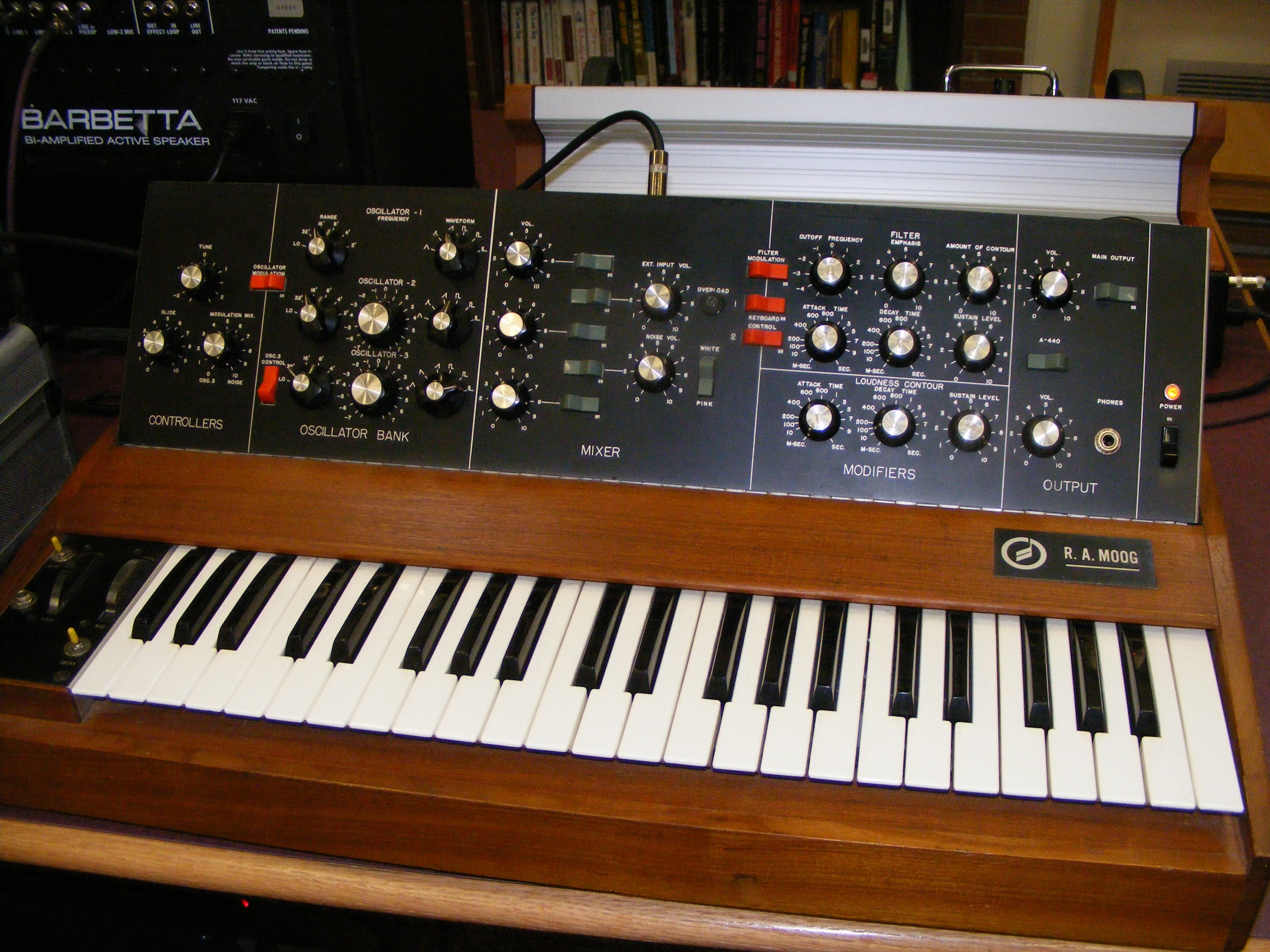
穆格音樂的早期Minimoog（英语：Minimoog）合成器，約1970年
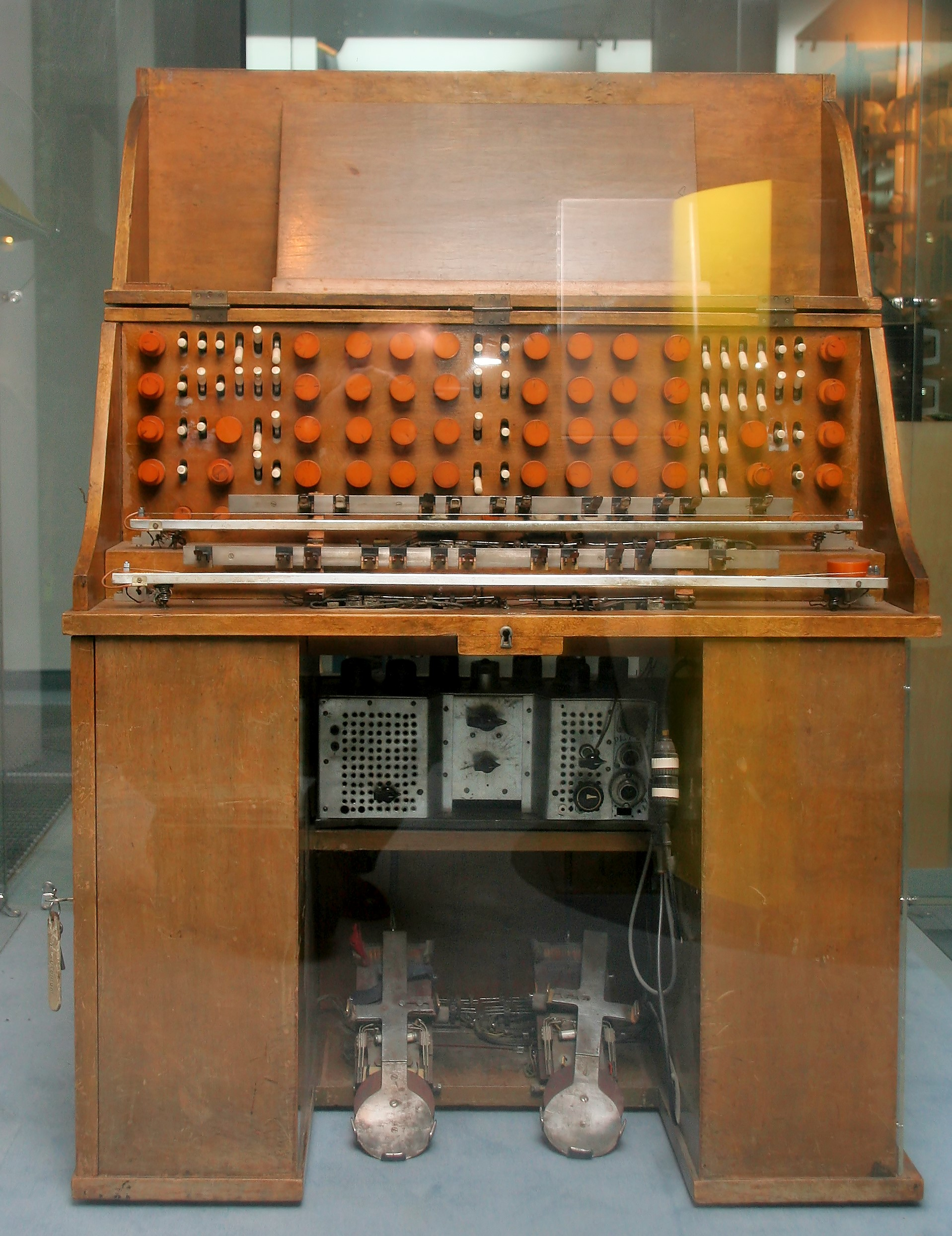
Trautonium合成器，1928年
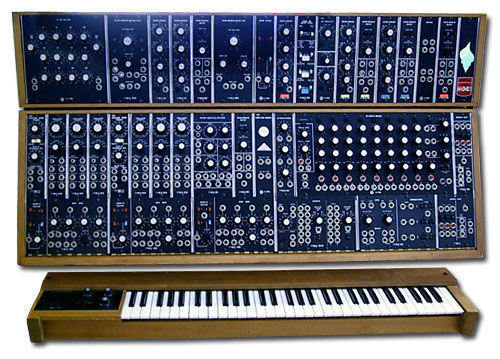
微電腦合成器
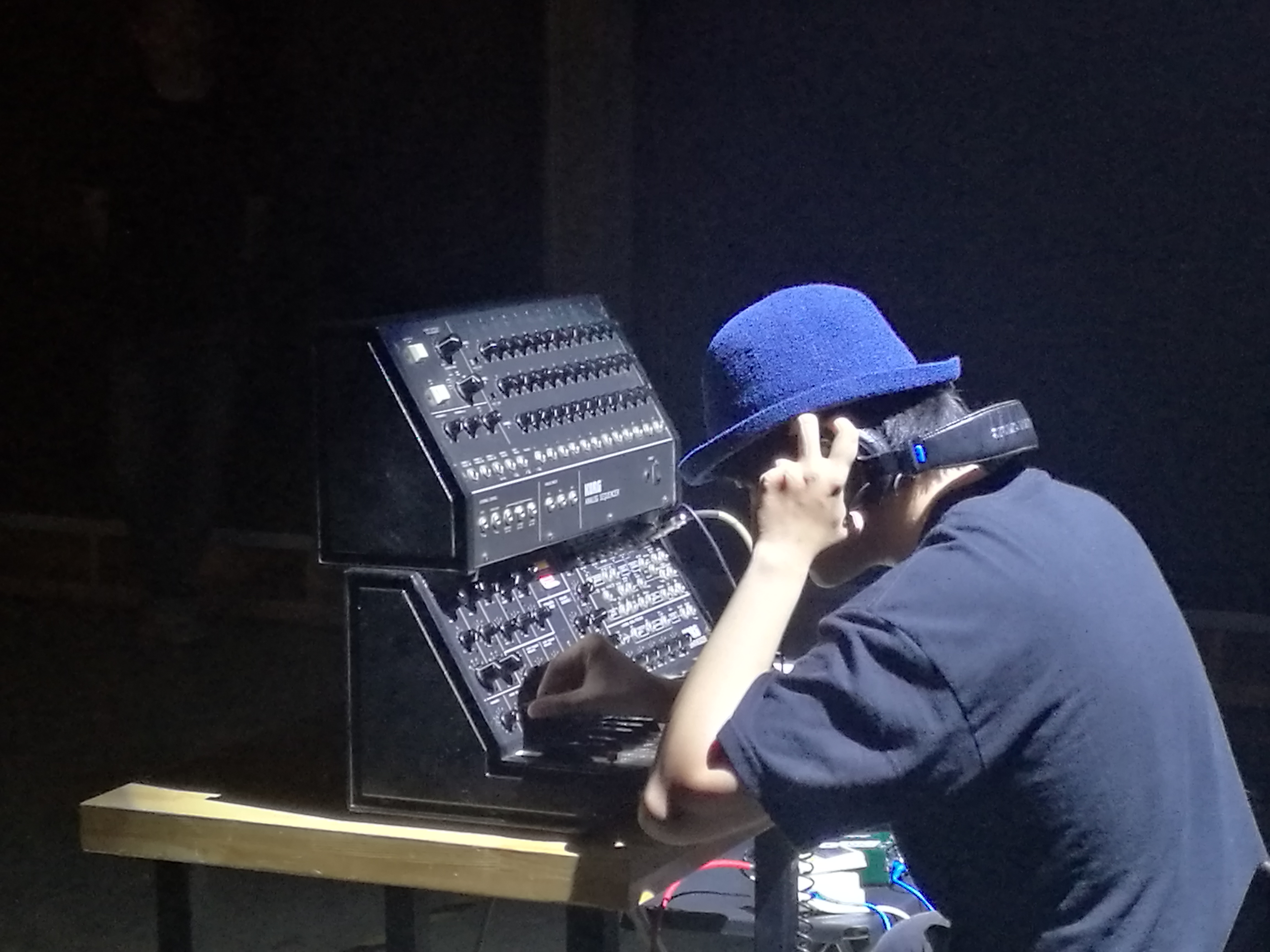
现场演奏使用的合成器